# 松原市 (日本)
松原市（日语：／ Matsubara shi */?）是位於日本大阪府中部大阪市和堺市之間，大和川南側的城市。由於緊鄰兩個大城市，也發展成這兩個城市的卧城

## 人口
| 松原市 (日本)人口分布圖 |                                                      |  |
| 松原市 (日本)與日本全國年齡別人口分布比較圖 （2005年資料） | 松原市 (日本)的年齡、男女別人口分布圖 （2005年資料） |  |
| ■紫色是松原市 (日本) ■綠色是全国 | ■藍色是男性 ■紅色是女性                              |  |
| 松原市 (日本)人口變化 \| 1970年 \| 111,562人 \| \| \| 1975年 \| 132,662人 \| \| \| 1980年 \| 135,849人 \| \| \| 1985年 \| 136,455人 \| \| \| 1990年 \| 135,919人 \| \| \| 1995年 \| 134,457人 \| \| \| 2000年 \| 132,562人 \| \| \| 2005年 \| 127,276人 \| \| \| 2010年 \| 124,594人 \| \| \| 2015年 \| 120,750人 \| \| \| 2020年 \| 117,641人 \| \| |                                                      |  |
| 資料來源：日本總務省統計中心提供之人口普查數據 |                                                      |  |
| 1970年 | 111,562人                                            |  |
| 1975年 | 132,662人                                            |  |
| 1980年 | 135,849人                                            |  |
| 1985年 | 136,455人                                            |  |
| 1990年 | 135,919人                                            |  |
| 1995年 | 134,457人                                            |  |
| 2000年 | 132,562人                                            |  |
| 2005年 | 127,276人                                            |  |
| 2010年 | 124,594人                                            |  |
| 2015年 | 120,750人                                            |  |
| 2020年 | 117,641人                                            |  |

## 歷史
在令制國時代，現在的松原市屬於河內國丹北郡，西元5世紀時，反正天皇的皇居－丹比柴籬宮位於轄內上田地區。
南北朝時代後，此區域曾先後出現大堀壘、丹下城、松原城、三宅砦、別所城、一津屋城等多座城堡。江戶時代大部分區域屬於館林藩的領地，另有部分區域屬於丹南藩、狹山藩、小田原藩、狭山藩、伯太藩及幕府的領地。其中丹南藩的藩廳丹南陣屋設於現在松原市最南端的丹南村，也因此名為「丹南」。
19世紀末明治維新後，這些區域曾先後隸屬大坂裁判所司農局、大阪府司農局、大阪府南司農局、河內縣、堺縣、館林縣、丹南縣、伯太縣，直到1872年第一次府縣整併中才全數整併到堺縣，但在1881年隨著堺縣被併入大阪府，此地也成為大阪府的轄區。
1889年日本實施町村制，現在的松原市轄區在當時分屬布忍村、松原村、天美村、三宅村、惠我村、丹南村、北八下村共六個行政區劃；1942年松原村改制為松原町，天美村於1947年改制為天美町，松原町又於1955年與布忍村、天美町、三宅村、惠我村合併為松原市。而丹南村在1956年原本是與黑山村和平尾村合併為美原町，但僅一年後即從美原町中被劃出改併入松原市；而北八下村也在1957年被廢除，其轄區內的大字河合被併入松原市，其餘區域則併入堺市。

### 變遷表
| 松原村   | 松原村   | 1942年7月1日 松原町 | 1942年7月1日 松原町 | 1955年2月1日 松原市        | 1955年2月1日 松原市       | 松原市 | 松原市 | 松原市 | 松原市 |
| 天美村   | 天美村   | 天美村              | 1947年1月1日 天美町 | 1955年2月1日 松原市        | 1955年2月1日 松原市       | 松原市 | 松原市 | 松原市 | 松原市 |
| 惠我村   |          |                     |                     | 1955年2月1日 松原市        | 1955年2月1日 松原市       | 松原市 | 松原市 | 松原市 | 松原市 |
| 三宅村   |          |                     |                     | 1955年2月1日 松原市        | 1955年2月1日 松原市       | 松原市 | 松原市 | 松原市 | 松原市 |
| 布忍村   |          |                     |                     | 1955年2月1日 松原市        | 1955年2月1日 松原市       | 松原市 | 松原市 | 松原市 | 松原市 |
| 丹南村   | 丹南村   | 丹南村              | 丹南村              | 1956年9月30日 合併為美原町 | 1957年4月1日 併入松原市   | 松原市 | 松原市 | 松原市 | 松原市 |
| 北八下村 | 北八下村 | 北八下村            | 北八下村            | 北八下村                   | 1957年10月15日 併入松原市 | 松原市 | 松原市 | 松原市 | 松原市 |
| 北八下村 | 北八下村 | 北八下村            | 北八下村            | 北八下村                   | 1957年10月15日 併入堺市   |        |        |        |        |

## 交通
近畿自動車道、西名阪自動車道、阪和自動車道、阪神高速14號松原線四條快速道路路線在轄內的松原系統交流道交會。
鐵路方面，近畿日本鐵道南大阪線自北向南進入市區，進入市區後又向東彎去，自東側穿出市區。而鐵路沿線以外的區域則仰賴同是近鐵集團控股的近鐵巴士所經營的路線客運。而往堺市方向，也有南海巴士所經營的路線客運。

### 鐵路
- 近畿日本鐵道
  -  南大阪線：（←大阪市東住吉區） - 河內天美車站 - 布忍車站 - 高見之里車站 - 河內松原車站 - （羽曳野市→）

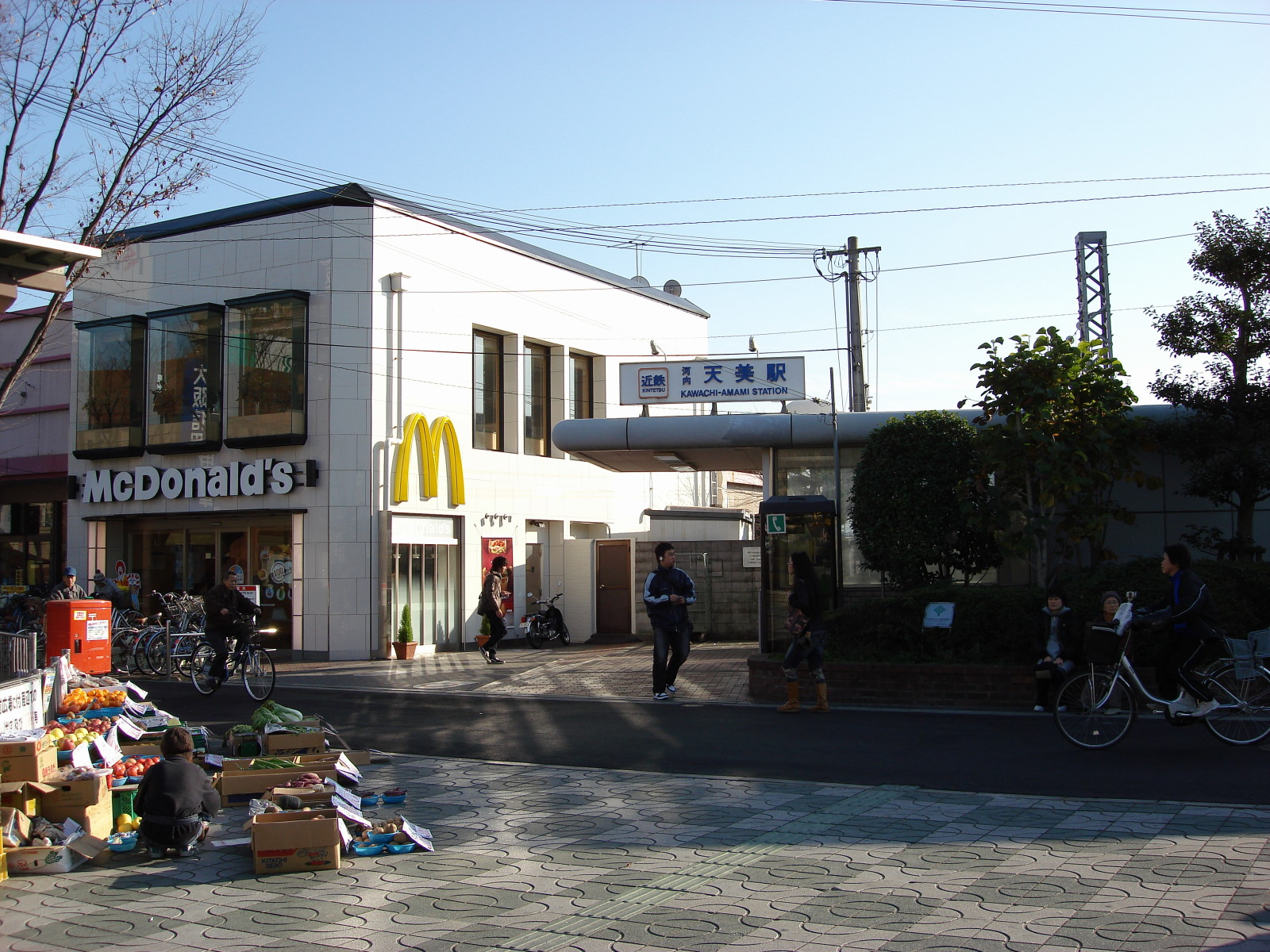
河內天美車站
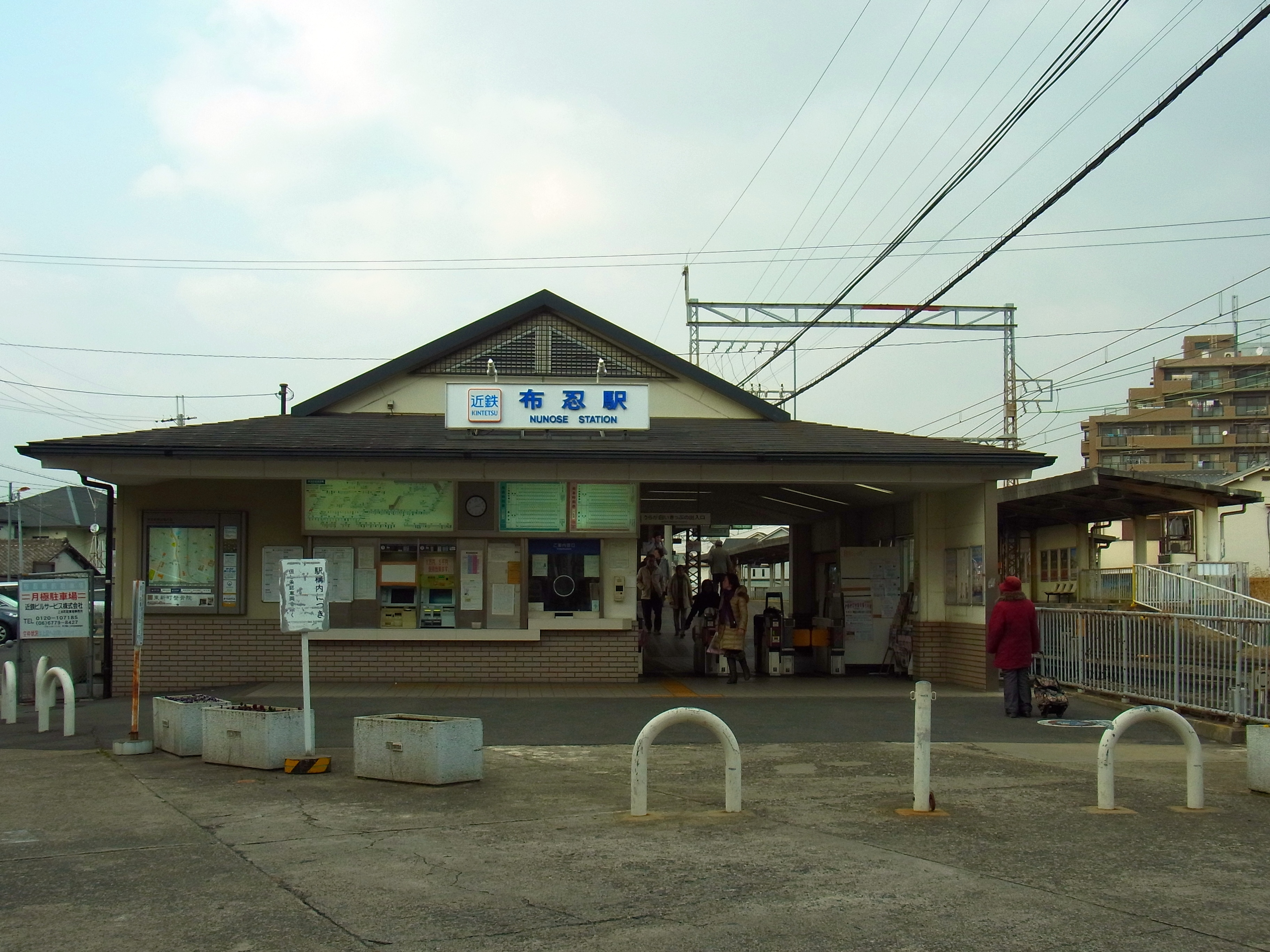
布忍車站
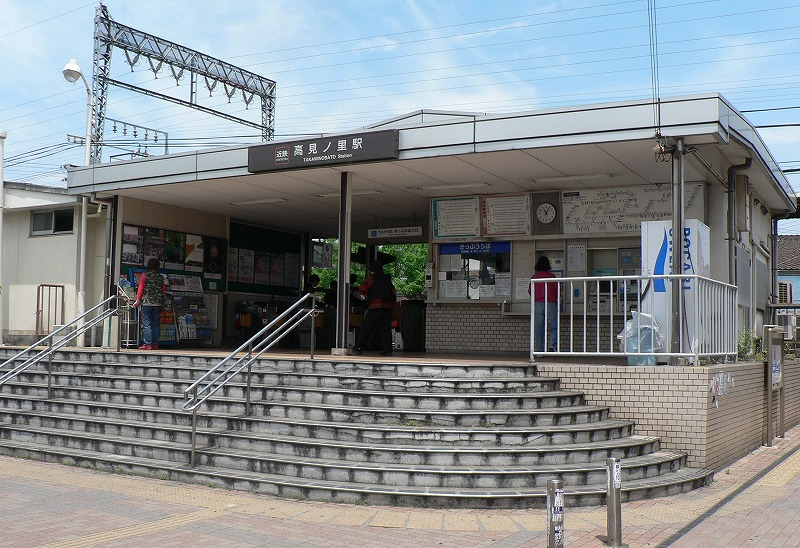
高見之里車站
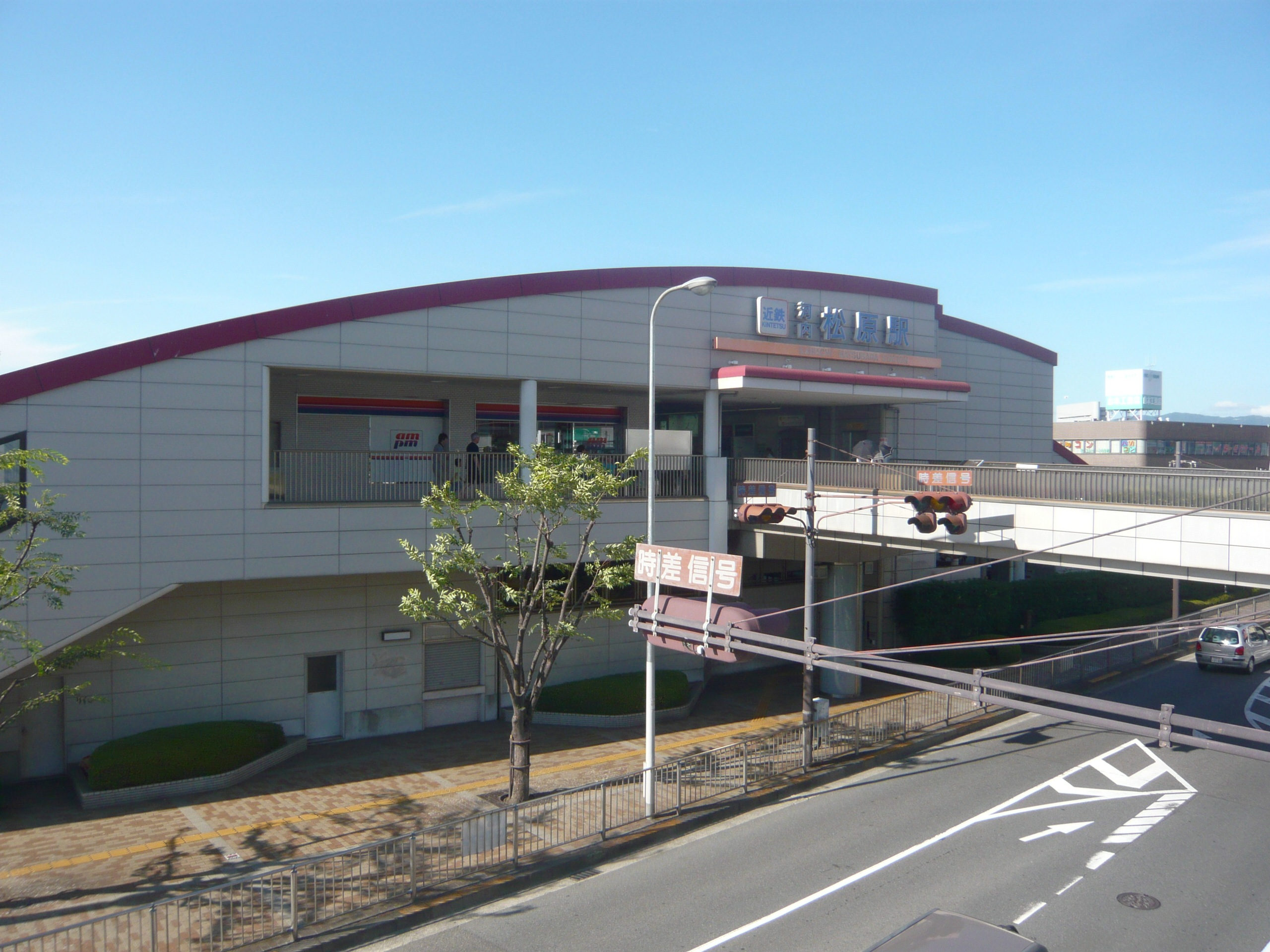
河內松原車站

### 公路
高速道路
- 近畿自動車道 - 阪和自動車道：（大阪市平野區） - 松原系統交流道（日语：松原ジャンクション） - 松原交流道 - （堺市美原區）
- 西名阪自動車道：松原系統交流道 - （藤井寺市）
- 阪神高速14號松原線：（大阪市平野區） - 三宅出入口（日语：三宅出入口） - 三宅系統交流道（日语：三宅ジャンクション） - （大阪市平野區） - 松原系統交流道

## 教育
阪南大學位於松原市西北部，其過去原為大阪鐵道於1939年創立的「大鐵工學校」，而後改設為阪南大學及阪南大學高等學校。

## 本地出身之名人
- 時任三郎：演員、歌手，出生於東京都世田谷區，在此地成長。
- 山村隆太：歌手
- 阪井一生：音樂人、作曲家
- 尼川元氣：音樂人、作曲家